# موین‌موین
موین‌موین (به آلمانی: MoinMoin) یک موتور ویکی است که با پایتون پیاده‌سازی شده‌است و ابتدا بر پایهٔ موتور ویکی پیکی‌پیکی بوده‌است. این نرم‌افزار که با شرایط مجوز گنو توزیع شده‌است و یک نرم‌افزار آزاد و متن‌باز است.
مجموعهٔ امکانات خوب این نرم‌افزار برای کنترل دسترسی، گروه‌های کاربری ساده، ویرایشگر واسط گرافیکی کاربر، نصب آسان، سادگی ساخت پوسته و ... سبب شده‌است که گزینهٔ خوبی برای بسیاری از پروژه‌های متن‌باز و ویکی شرکتی باشد.